# Deildenapen
Der Deildenapen (norwegisch für Grenzberg) ist ein wuchtiger und 2050 m hoher Berg im ostantarktischen Königin-Maud-Land. Er bildet in der Östlichen Petermannkette des Wohlthatmassivs die Ostwand des Deildedalen.
Entdeckt und anhand von Luftaufnahmen kartiert wurde er bei der Deutschen Antarktischen Expedition 1938/39 unter der Leitung des Polarforschers Alfred Ritscher. Eine erneute Kartierung anhand von Luftaufnahmen und Vermessungen sowie die Benennung erfolgte bei der Dritten Norwegischen Antarktisexpedition (1956–1960). Benennungshintergrund ist ein Geist aus der norwegischen Sagenwelt, der durch Verlegung von Grenzsteinen die Aufteilung von Grundbesitz unrechtmäßig ändert.